# Jules-Didier Seveste
Pour les articles homonymes, voir Seveste.
Jules-Didier Seveste, né le 4 août 1846 à Montmartre et mort le 31 janvier 1871 à Paris, est un acteur de théâtre français.

## Biographie

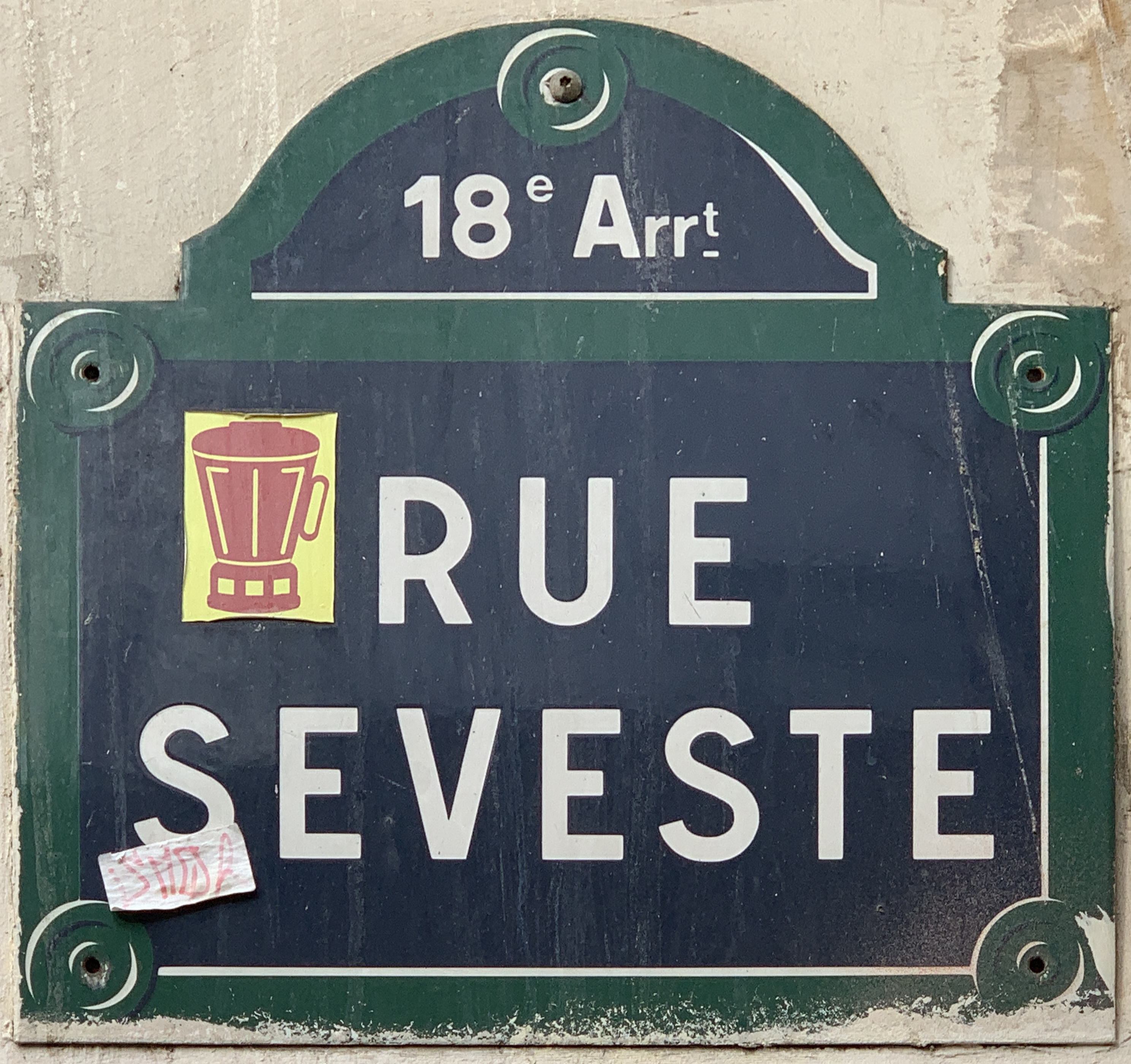
Plaque de la rue Seveste, Paris.

Fils de Jules Seveste et petit-fils de Pierre-Jacques, frère de Jacqueline Seveste, il avait débuté à la Comédie-Française, le 10 novembre 1863 dans l’emploi des comiques.
Lieutenant aux carabiniers parisiens durant la guerre de 1870, il est mobilisé comme lieutenant pendant le siège de Paris. Grièvement par une boite à mitraille qui lui fracassa une jambe, le 19 janvier 1871, à la bataille de Buzenval. Amputé, il meurt, six jours plus tard, des suites de ses blessures dans l'ambulance du Théâtre Français dans le 1er arrondissement de Paris.
Il est nommé chevalier de la Légion d'honneur, le 25 janvier 1871. Son convoi qui eut lieu le 31, fut suivi par plus de 2 000 personnes jusqu’à Montmartre, lieu de l’inhumation, et Edmond Thierry prononça sur sa tombe un discours, qui produisit une grande impression. Le soir, le théâtre afficha « Relâche ». La Comédie française a gardé pieusement son souvenir et, chaque année, le 19 janvier, jour anniversaire de la bataille de Buzenval, des fleurs sont déposées au pied de la statuette, œuvre du sculpteur Léon Fagel, placée depuis 1875 au foyer des artistes parmi les images des sociétaires, bien qu’il mort au champ d’honneur sans eu le temps de parvenir à ce titre glorieux.
La rue Seveste dans le 18e arrondissement de Paris, a été nommée en son honneur.